# 中央军委政法委员会军事监狱
中央军委政法委员会军事监狱，位于北京市朝阳区孙河地区，隶属中央军事委员会政法委员会。

## 沿革
该监狱的前身是中国人民解放军总政治部军事监狱，为正团级单位，隶属中国人民解放军总政治部保卫部。负责在北京的中国人民解放军总政治部管辖的刑事案件的未决犯或已决犯的看守、羁押、执行工作。看守未决犯，业务上接受中华人民共和国公安部监所管理局的指导；对已决犯的执行，业务上接受中华人民共和国司法部监狱管理局的指导。
2016年至2017年，在深化国防和军队改革中，该监狱转隶中央军委政法委员会，更名为中央军委政法委员会军事监狱。2017年改革中，各军事监狱守卫任务划归武警部队。原解放军南京军区政治部军事监狱调整为武警第一军事监狱，原解放军成都军区政治部监狱、兰州军区政治部监狱合并为武警第三监狱；原解放军沈阳军区政治部军事监狱调整为武警第四军事监狱。

## 机构设置
2016年组建的中央军委政法委员会军事监狱下辖：
1. 中国人民武装警察部队第一军事监狱（驻江苏省南京市雨花台区，对应东部战区辖区）
2. 中国人民武装警察部队第二军事监狱（驻湖南省郴州市北湖区，对应南部战区辖区）
3. 中国人民武装警察部队第三军事监狱（驻甘肃省兰州市，对应西部战区辖区）
4. 中国人民武装警察部队第四军事监狱（驻辽宁省法库县，对应北部战区辖区）
5. 中国人民武装警察部队第五军事监狱（驻北京市大兴区，对应中部战区辖区）

## 著名囚犯
- 邵正宗（1943年－1999年8月15日），中华民国国军上校，前中国人民解放军大校。因为向中华民国政府提供机密军事情报，乃1949年中华人民共和国建国后，第一位充当间谍的解放军大校。于1999年被解放军军事法院判处死刑。
- 刘连昆（1933年1月－1999年8月15日），被捕前是中国人民解放军退役副军级军官，少将军衔。向中华民国政府泄露机密军事情报，具中华民国国军少将待遇，中华民国国防部军事情报局戴笠纪念馆内的忠烈堂有其牌位。刘连昆是1949年中华人民共和国建国后已知第一位充当间谍的解放军将官。于1999年被军事法院判处死刑。